# Matei Brâncoveanu
Matei Brâncoveanu (n. 1702 – d. 15/26 august 1714) a fost al patrulea fiu al domnului Constantin Brâncoveanu și al soției acestuia, Marica Brâncoveanu. Pentru moartea suferită,  Matei a fost canonizat la 20 iunie 1992 de către Biserica Ortodoxă Română, el, frații și tatăl său fiind venerați sub numele de „Sfinții Mucenici Brâncoveni”.
Matei Brâncoveanu a fost ridicat de turci în aprilie 1714 și dus împreună cu întreaga familie la Constantinopol, după mazilirea tatălui său. A fost întemnițat la închisoarea Edikule, în Istanbul. În cele din urmă, pe 15 august 1714 (pe stil vechi) a fost decapitat (la fel ca și cei trei frați, boierul Ianache Văcărescu și domnul mazilit) în fața sultanului Ahmed al III-lea și corpului diplomatic străin prezent în acel moment în Constantinopol, capetele fiindu-le înfipte în sulițe și purtate prin oraș, iar trupurile aruncate în mare.
La fel ca și în cazul fraților săi mai mari, istoria consemnează puține informații despre viața sa. În schimb, despre moartea lui s-au păstrat o multitudine de izvoare scrise. Ele relevă că la locul execuției, Matei ar fi voit să se turcească, ceea ce l-ar fi salvat de la moarte. Sursele diferă asupra motivului pentru care acest lucru nu a mai avut loc. În timp ce unele susțin că tatăl său l-ar fi convins să își accepte soarta, este documentată și posibilitatea ca acesta să nu-și fi dat acordul, care era necesar conform cutumei turcilor pentru convertirea fiului. Izvoarele diferă de asemenea asupra ordinii în care au avut loc execuțiile: anume, dacă fii au fost decapitați în ordinea crescătoare sau descrescătoare a vârstei. 
Matei ar fi urmat să moștenească moșia de la Doicești a familiei, în timp ce celorlalți trei frați le-ar fi rămas moșiile Mogoșoaia, Potlogi și Brâncoveni. 